# Alison Williamsonová
Alison Jane Williamsonová (* 3. listopadu 1971 Melton Mowbray, Leicestershire) je bývalá britská sportovní lukostřelkyně. Pochází ze sportovní rodiny – její otec byl předsedou organizace Archery GB – a lukostřelbě se věnuje od sedmi let. Jako desetiletá získala medaili na Wenlockých olympijských hrách.
Startovala na šesti olympijských hrách po sobě. V roce 1992 skončila osmá a o čtyři roky později desátá. Na LOH 2000 vypadla v osmifinále s olympijskou vítězkou Jun Mi-čin. V roce 2004 obsadila třetí místo a získala tak pro Británii první medaili v ženské soutěži po návratu lukostřelby do olympijského programu. Na LOH 2008 skončila v soutěži družstev na čtvrtém místě a mezi jednotlivkyněmi vypadla ve druhém kole. Na domácí olympiádě v roce 2012 byla s družstvem jedenáctá a v individuální soutěži vypadla v prvním kole.
Na mistrovství světa v lukostřelbě získala stříbrnou medaili v roce 1999 a bronzovou medaili v roce 2007. Roku 2006 byla členkou britského týmu, který vyhrál mistrovství Evropy v lukostřelbě. Startovala také na hrách Commonwealthu v roce 2010, kde obsadila druhé místo v individuální i týmové soutěži.
V roce 2012 jí byl udělen Řád britského impéria. O rok později se provdala za Willa Conaghana a oznámila ukončení sportovní kariéry. Vystudovala sociální práci na Arizonské státní univerzitě. Je učitelkou tělocviku, také vystupuje jako motivační řečnice a hraje fotbal za Stafford Soccer Mums.